# Miriquidica instrata
Miriquidica instrata är en lavart som först beskrevs av William Nylander och som fick sitt nu gällande namn av Hannes Hertel och Gerhard Rambold. 
Miriquidica instrata ingår i släktet Miriquidica och familjen Lecanoraceae. Inga underarter finns listade i Catalogue of Life.